# Baldellia alpestris
Baldellia alpestris é uma espécie de planta com flor pertencente à família Alismataceae. 
A autoridade científica da espécie é (Coss.) Vasc., tendo sido publicada em Bol. Soc. Brot. sér. 2, 44: 82. 1970.

## Portugal
Trata-se de uma espécie presente no território português, nomeadamente em Portugal Continental.
Em termos de naturalidade é endémica da Península Ibérica.

## Protecção
Não se encontra protegida por legislação portuguesa ou da Comunidade Europeia.